# Wilfried Singo
Wilfried Singo, né le 25 décembre 2000 à Ouaragahio en Côte d'Ivoire, est un footballeur international ivoirien qui évolue au poste de défenseur central et de latéral droit à l'AS Monaco.

## Biographie

### En club

#### Torino FC
Originaire de Côte d'Ivoire, Wilfried Singo rejoint l'Italie et le Torino FC en 2019, en provenance de l'AS Denguélé.
Le 1er août 2019, il dispute son premier match en professionnel lors d'une rencontre de Ligue Europa face au Debreceni VSC. Il entre en jeu à la place d'Armando Izzo lors de cette partie remportée par son équipe (victoire, 0-1). Le 27 juin 2020, il fait sa première apparition en Serie A contre le Cagliari Calcio. Il entre en jeu à la place d'Ola Aina et son équipe perd la rencontre (défaite, 4-2). Le 29 juillet 2020, il inscrit son premier but en professionnel contre l'AS Roma. Son équipe s'incline par trois buts à deux ce jour-là.

#### AS Monaco
Le 17 août 2023, Wilfried Singo s'engage en faveur de l'AS Monaco en paraphant un contrat de cinq ans jusqu'en 2028,. Lors de la 4ème journée, il marque de la tête son premier but avec l'ASM lors de la victoire 3-0 contre le RC Lens.

### En sélection
Wilfried Singo est sélectionné avec l'équipe de Côte d'Ivoire des moins de 20 ans en 2018 pour participer aux matchs de qualification pour la Coupe d'Afrique des nations des moins de 20 ans 2019 où il s'illustre en marquant notamment un but.
Wilfried Singo honore sa première sélection avec l'équipe nationale de Côte d'Ivoire le 5 juin 2021, lors d'un match amical face au Burkina Faso. Titularisé au poste d'arrière droit, il voit son équipe s'imposer par deux buts à un.
Le 28 décembre 2023, il est retenu dans la liste des vingt-sept joueurs ivoiriens sélectionnés par Jean-Louis Gasset pour disputer la Coupe d'Afrique des nations 2023.

### Style de jeu
Wilfried Singo est décrit comme un joueur puissant, physique mais également rapide et technique malgré son gabarit. Il peut évoluer aussi bien au poste de défenseur central que de défenseur latéral droit,.

## Statistiques détaillées
| Saison                | Club                  | Championnat           | Championnat | Championnat | Championnat | Coupe(s) nationale(s) | Coupe(s) nationale(s) | Coupe(s) nationale(s) | Compétition(s) continentale(s) | Compétition(s) continentale(s) | Compétition(s) continentale(s) | Compétition(s) continentale(s) | Total | Total | Total |
| Saison                | Club                  | Division              | M.          | B.          | P.d.        | M.                    | B.                    | P.d.                  | Comp.                          | M.                             | B.                             | P.d.                           | M.    | B.    | P.d.  |
| 2019-2020             | Torino FC             | Serie A               | 4           | 1           | 0           | -                     | -                     | -                     | C3                             | 3                              | 0                              | 0                              | 7     | 1     | 0     |
| 2020-2021             | Torino FC             | Serie A               | 28          | 1           | 2           | 2                     | 0                     | 0                     | -                              | -                              | -                              | -                              | 30    | 1     | 2     |
| 2021-2022             | Torino FC             | Serie A               | 35          | 3           | 4           | 1                     | 0                     | 0                     | -                              | -                              | -                              | -                              | 36    | 3     | 4     |
| 2022-2023             | Torino FC             | Serie A               | 31          | 2           | 1           | 4                     | 0                     | 1                     | -                              | -                              | -                              | -                              | 35    | 2     | 2     |
| 2023-2024             | Torino FC             | Serie A               | -           | -           | -           | 1                     | 0                     | 0                     | -                              | -                              | -                              | -                              | 1     | 0     | 0     |
| Sous-total            | Sous-total            | Sous-total            | 98          | 7           | 7           | 8                     | 0                     | 1                     | -                              | 3                              | 0                              | 0                              | 109   | 7     | 8     |
| 2023-2024             | AS Monaco             | Ligue1                | 25          | 1           | 1           | -                     | -                     | -                     | -                              | -                              | -                              | -                              | 25    | 1     | 1     |
| 2024-2025             | AS Monaco             | Ligue1                | 27          | 1           | 2           | 2                     | 0                     | 0                     | C1                             | 6                              | 2                              | 1                              | 35    | 3     | 3     |
| Sous-total            | Sous-total            | Sous-total            | 52          | 2           | 3           | 2                     | 0                     | 0                     | -                              | 6                              | 2                              | 1                              | 60    | 4     | 4     |
| Total sur la carrière | Total sur la carrière | Total sur la carrière | 150         | 9           | 10          | 10                    | 0                     | 0                     | -                              | 9                              | 2                              | 1                              | 169   | 11    | 11    |

### En sélection nationale
| Saison                | Sélection             | Phases finales        | Phases finales | Phases finales | Phases finales | Éliminatoires | Éliminatoires | Éliminatoires | Matchs amicaux | Matchs amicaux | Matchs amicaux | Total | Total | Total |
| Saison                | Sélection             | Compétition           | M              | B              | Pd             | M             | B             | Pd            | M              | B              | Pd             | M     | B     | Pd    |
| --------------------- | --------------------- | --------------------- | -------------- | -------------- | -------------- | ------------- | ------------- | ------------- | -------------- | -------------- | -------------- | ----- | ----- | ----- |
| 2020-2021             | Côte d'Ivoire         | -                     | -              | -              | -              | 2             | 0             | 0             | -              | -              | -              | 2     | 0     | 0     |
| 2022-2023             | Côte d'Ivoire         | -                     | -              | -              | -              | 2             | 0             | 1             | 3              | 0              | 0              | 5     | 0     | 1     |
| 2023-2024             | Côte d'Ivoire         | CAN 2023              | 7              | 0              | 0              | 4             | 0             | 1             | 5              | 0              | 1              | 16    | 0     | 2     |
| 2024-2025             | Côte d'Ivoire         | -                     | -              | -              | -              | 7             | 0             | 0             | 1              | 0              | 0              | 8     | 0     | 0     |
| Total sur la carrière | Total sur la carrière | Total sur la carrière | 7              | 0              | 0              | 15            | 0             | 2             | 9              | 0              | 1              | 31    | 0     | 3     |

### Liste des matches internationaux
| Matches internationaux de Wilfried Singo | Matches internationaux de Wilfried Singo | Matches internationaux de Wilfried Singo                | Matches internationaux de Wilfried Singo | Matches internationaux de Wilfried Singo | Matches internationaux de Wilfried Singo | Matches internationaux de Wilfried Singo                               |
|                                          | Date                                     | Lieu                                                    | Adversaire                               | Résultat                                 | Compétition                              | Notes                                                                  |
| ---------------------------------------- | ---------------------------------------- | ------------------------------------------------------- | ---------------------------------------- | ---------------------------------------- | ---------------------------------------- | ---------------------------------------------------------------------- |
| 1.                                       | 5 juin 2021                              | Stade olympique Ebimpé, Anyama, Côte d'Ivoire           | Burkina Faso                             | 2 - 1                                    | Match amical                             | Titulaire.                                                             |
| 2.                                       | 11 juin 2021                             | Cape Coast Sports Stadium, Cape Coast, Ghana            | Ghana                                    | 0 - 0                                    | Match amical                             | Titulaire et remplacé par Max-Alain Gradel à la 73e minute de jeu.     |
| 3.                                       | 24 septembre 2022                        | Stade Robert-Diochon, Le Petit-Quevilly, France         | Togo                                     | 2 - 1                                    | Match amical                             | Titulaire et remplacé par Ibrahim Sangaré à la 62e minute de jeu.      |
| 4.                                       | 27 septembre 2022                        | Stade de la Licorne, Amiens, France                     | Guinée                                   | 3 - 1                                    | Match amical                             | Entré en jeu à la place de Jean Evrard Kouassi à la 61e minute de jeu. |
| 5.                                       | 16 novembre 2022                         | Grand stade de Marrakech, Marrakech, Maroc              | Burundi                                  | 4 - 0                                    | Match amical                             | Titulaire.                                                             |
| 6.                                       | 24 mars 2023                             | Stade de Bouaké, Bouaké, Côte d'Ivoire                  | Comores                                  | 3 - 1                                    | Éliminatoires CAN 2023                   | Entré en jeu à la place de Serge Aurier à la 46e minute de jeu.        |
| 7.                                       | 28 mars 2023                             | Stade omnisports de Malouzini, Iconi, Comores           | Comores                                  | 0 - 2                                    | Éliminatoires CAN 2023                   | Titulaire et remplacé par Souleyman Doumbia à la 88e minute de jeu.    |
| 8.                                       | 12 septembre 2023                        | Stade olympique Ebimpé, Anyama, Côte d'Ivoire           | Mali                                     | 0 - 0                                    | Match amical                             | Titulaire.                                                             |
| 9.                                       | 15 octobre 2023                          | Stade Félix-Houphouët-Boigny, Abidjan, Côte d'Ivoire    | Maroc                                    | 1 - 1                                    | Match amical                             | Titulaire.                                                             |
| 10.                                      | 17 octobre 2023                          | Stade Félix-Houphouët-Boigny, Abidjan, Côte d'Ivoire    | Afrique du Sud                           | 1 - 1                                    | Match amical                             | Titulaire.                                                             |
| 11.                                      | 18 novembre 2023                         | Benjamin Mkapa National Stadium, Dar es Salam, Tanzanie | Gambie                                   | 0 - 2                                    | Éliminatoires Coupe du monde 2026        | Entré en jeu à la place de Christian Kouamé à la 89e minute de jeu.    |
| 12.                                      | 6 janvier 2024                           | Stade Laurent Pokou, San-Pédro, Côte d'Ivoire           | Sierra Leone                             | 5 - 1                                    | Match amical                             | Titulaire et remplacé par Oumar Diakité à la 63e minute de jeu.        |
| 13.                                      | 13 janvier 2024                          | Stade Alassane Ouattara, Abidjan, Côte d'Ivoire         | Guinée-Bissau                            | 2 - 0                                    | CAN 2023                                 | Titulaire et remplacé par Serge Aurier à la 46e minute de jeu.         |
| 14.                                      | 18 janvier 2024                          | Stade Alassane Ouattara, Abidjan, Côte d'Ivoire         | Nigeria                                  | 0 - 1                                    | CAN 2023                                 | Entré en jeu à la place de Serge Aurier à la 67e minute de jeu.        |
| 15.                                      | 22 janvier 2024                          | Stade Alassane Ouattara, Abidjan, Côte d'Ivoire         | Guinée équatoriale                       | 4 - 0                                    | CAN 2023                                 | Titulaire.                                                             |
| 16.                                      | 30 janvier 2024                          | Stade Charles-Konan-Banny, Yamoussoukro, Côte d'Ivoire  | Sénégal                                  | 1 - 1 a.p. (4 tab à 5)                   | CAN 2023                                 | Entré en jeu à la place d'Odilon Kossounou à la 116e minute de jeu.    |
| 17.                                      | 3 février 2024                           | Stade de la Paix de Bouaké, Bouaké, Côte d'Ivoire       | Mali                                     | 1 - 2 a.p.                               | CAN 2023                                 | Entré en jeu à la place de Nicolas Pépé à la 45e minute de jeu.        |
| 18.                                      | 7 février 2024                           | Stade Alassane Ouattara, Abidjan, Côte d'Ivoire         | RD Congo                                 | 1 - 0                                    | CAN 2023                                 | Titulaire.                                                             |
| 19.                                      | 11 février 2024                          | Stade Alassane Ouattara, Abidjan, Côte d'Ivoire         | Nigeria                                  | 1 - 2                                    | CAN 2023                                 | Entré en jeu à la place de Serge Aurier à la 70e minute de jeu.        |
| 20.                                      | 23 mars 2024                             | Stade de la Licorne, Amiens, France                     | Bénin                                    | 2 - 2                                    | Match amical                             | Titulaire et remplacé par Guéla Doué à la 63e minute de jeu.           |
| 21.                                      | 26 mars 2024                             | Stade Bollaert-Delelis, Lens, France                    | Uruguay                                  | 2 - 1                                    | Match amical                             | Titulaire.                                                             |
| 22.                                      | 7 juin 2024                              | Stade Amadou Gon Coulibaly, Korhogo, Côte d'Ivoire      | Gabon                                    | 1 - 0                                    | Éliminatoires Coupe du monde 2026        | Titulaire.                                                             |
| 23.                                      | 11 juin 2024                             | Bingu National Stadium, Lilongwe, Malawi                | Kenya                                    | 0 - 0                                    | Éliminatoires Coupe du monde 2026        | Titulaire.                                                             |
| 24.                                      | 6 septembre 2024                         | Stade de la Paix de Bouaké, Bouaké, Côte d'Ivoire       | Zambie                                   | 2 - 0                                    | Éliminatoires CAN 2025                   | Titulaire et remplacé par Guéla Doué à la 80e minute de jeu.           |
| 25.                                      | 10 septembre 2024                        | Stade Ahmadou-Ahidjo, Yaoundé, Cameroun                 | Tchad                                    | 0 - 2                                    | Éliminatoires CAN 2025                   | Titulaire.                                                             |
| 26.                                      | 11 octobre 2024                          | Stade Laurent Pokou, San-Pédro, Côte d'Ivoire           | Sierra Leone                             | 4 - 1                                    | Éliminatoires CAN 2025                   | Titulaire.                                                             |
| 27.                                      | 15 octobre 2024                          | Complexe sportif Samuel-Kanyon-Doe, Monrovia, Liberia   | Sierra Leone                             | 1 - 0                                    | Éliminatoires CAN 2025                   | Entré en jeu à la place d'Oumar Diakité à la 87e minute de jeu.        |
| 28.                                      | 15 novembre 2024                         | Stade Levy Mwanawasa, Ndola, Zambie                     | Zambie                                   | 1 - 0                                    | Éliminatoires CAN 2025                   | Titulaire.                                                             |
| 29.                                      | 21 mars 2025                             | Stade d'honneur de Meknès, Meknès, Maroc                | Burundi                                  | 0 - 1                                    | Éliminatoires Coupe du monde 2026        | Titulaire.                                                             |
| 30.                                      | 24 mars 2025                             | Stade Félix-Houphouët-Boigny, Abidjan, Côte d'Ivoire    | Gambie                                   | 1 - 0                                    | Éliminatoires Coupe du monde 2026        | Titulaire.                                                             |
| 31.                                      | 10 juin 2025                             | BMO Field, Toronto, Canada                              | Canada                                   | 0 - 0 (4 tab à 5)                        | Match amical                             | Titulaire.                                                             |

## Palmarès

### Palmarès collectif
| AS Monaco                                         | Côte d'Ivoire                                     |
| ------------------------------------------------- | ------------------------------------------------- |
| - Championnat de France : - Vice-champion : 2024. | - Coupe d'Afrique des nations - Vainqueur : 2024. |

### Distinctions personnelles
- Nommé pour le Prix Marc-Vivien Foé en 2024[17].